# 学校法人昌平黌
学校法人昌平黌 （がっこうほうじんしょうへいこう）は、福島県いわき市にある学校法人。

## 設置校
- 東日本国際大学（旧・いわき短期大学商経科）
- いわき短期大学
- 東日本国際大学附属昌平中学・高等学校
- いわき短期大学附属幼稚園

## 沿革
- 1871年、加賀藩の洋学・砲術・海洋学の講師から小石川造兵司頭になった[1]佐野鼎によって神田淡路町の相生橋に共立学校創立[2][3]。
- 1903年、神田淡路町の東京開成中学校内に開成夜学校として開設。
- 1923年、関東大震災の被災の為に東京開成中学校から分離、神田駿河台に移転。
- 1932年、法人化を行い「財団法人昌平財団」を設立。
- 1936年、開成夜学校を昌平中学へ改称。
- 1948年、学制改革により昌平高等学校へ改称。
- 1966年、福島県いわき市に昌平黌短期大学を開学。昌平高等学校が学生募集を停止。
- 1969年、昌平高等学校を廃止。
- 1972年、法人名を「学校法人昌平黌」へ改称。昌平黌短期大学をいわき短期大学へ改称。
- 1979年、いわき短期大学に幼児教育科を設置。
- 1989年、大成殿を再び建立し、中華民国より孔子第77代直裔孔徳成を迎え、釈奠を行う。
- 1991年、大成至聖先師孔子祭典を開催。昌平学園創立90周年記念式典を開催。いわき短期大学設立25周年記念式典を開催。
- 1995年、いわき短期大学商経科第一部・第二部を改組転換して、東日本国際大学経済学部を設置。
- 1997年、湯島聖堂後援の下、昌平黌創建200年祭開催。
- 2000年、東日本国際大学附属昌平中学・高等学校設置。大成至聖先師孔子祭典、21世紀儒学文化に関する国際会議を開催。
- 2002年、東日本国際大学健康福祉学部を設置。昌平中学創立100周年記念行事を開催。国際儒学シンポジウムを開催。
- 2010年、大成至聖先師孔子祭を開催。いわき短期大学創立45周年記念式典を開催。東日本国際大学創立15周年記念式典を開催。
- 2013年、学校法人昌平黌創立110周年記念式を開催。
- 2014年、中華民国より孔子第79代直裔孔垂長を迎え、釈奠を行う。地域振興戦略研究所を設立。
- 2015年、エジプト考古学研究所を設立。
- 2016年、東日本国際大学設立20周年記念式典を開催。経済情報学部を経済経営学部に改組。福祉環境学部を健康福祉学部に改組。

## おもな役員
- 田久昌次郎 - 学校法人理事長
- 田沢智治 - 元参議院議員